# アンフロステッド: ポップタルトをめぐる物語
『アンフロステッド: ポップタルトをめぐる物語』（Unfrosted）は、ジェリー・サインフェルドが監督し、脚本をスパイク・フェレステン、バリー・マーダー、アンディ・ロビンの脚本チームと共同執筆した2024年のアメリカのコメディ映画。ポップタルトトースターペストリーの誕生に関する実話を基にしている。
『となりのサインフェルド』で知られるジェリー・サインフェルドの長編映画監督デビュー作である本作では、サインフェルドとフェレステンは製作会社コロンバス81プロダクションズを通じてボー・ボーマンと共にプロデューサーも務めている。
本作は2024年5月3日にNetflixでアメリカで配信され、批評家から賛否両論の評価を受けた。同作はプライムタイム・エミー賞のテレビ映画部門にノミネートされた。一方、ゴールデンラズベリー賞の最低監督賞、最低主演男優賞（サインフェルド）、最低主演女優賞（シューマー）、最低スクリーン・コンボ賞にもノミネートされた。

## キャスト
※括弧内は日本語吹替。
- ボブ・カバナ: ジェリー・サインフェルド（安原義人）
- エドセル・ケロッグ3世: ジム・ガフィガン（山野井仁）
- ドナ・スタンコウスキー: メリッサ・マッカーシー（八百屋杏）
- マージョリー・ポスト: エイミー・シューマー（山口協佳）
- ラドウィン: マックス・グリーンフィールド（細貝光司）
- サール・レイヴンズクロフト: ヒュー・グラント（森田順平）
- ハリー・フレンドリー: ピーター・ディンクレイジ
- マイク・ダイアモンド: クリスチャン・スレーター（菊池康弘）
- ジョン・F・ケネディ: ビル・バー
- アンディ・ウォーホル: ダン・レヴィ
- ジャック・ラレーン: ジェームズ・マースデン
- スティーブ・シュウィン: ジャック・マクブレイヤー
- ハロルド・フォン・ブラウンハット: トーマス・レノン
- ボーイ・アーディー シェフ: ボビー・モイニハン
- トム・カーベル: エイドリアン・マルティネス（平林剛）
- エディ・ミンク: トニー・ヘイル
- エル・シュクレ: フェリックス・ソリス（及川いぞう）
- ニキータ・フルシチョフ: ディーン・ノリス
- スチュアート・スマイリー: セドリック・ジ・エンターテイナー（平林剛）
- マイク・パンツ: フレッド・アーミセン
- 広告マン1: ジョン・スラッテリー（みやざこ夏穂）
- 広告マン2: ジョン・ハム
- ジョージ: アイザック・ベイ（織田碧葉）
- トム・テラノバ: パトリック・ウォーバートン
- 技術者のチャック: ロニー・チェン

日本語吹替版その他出演：野地祐翔、冨岡明咲、罍陽子、柳生拓哉、小椋毅、近松孝丞、山本満太、西垣俊作、金馬貴之、野坂尚也、MAKIKO、豊田茂、酒元信行、山本高広、平澤みちこ、折井あゆみ、道井悠、斉藤淳、広田勇二、小林愛、樋山雄作、境賢一
日本語版制作スタッフ 演出：藤本直樹、翻訳：堀池明、調整：朴宰範、録音：山本慶太郎、スタジオ：オムニバス・ジャパン、制作進行：沼賀由佳／村上紗貴、制作：ACクリエイト

## 公開
本作は2024年4月30日にハリウッドのグローマンズ・エジプシャン・シアターで初公開された。その後、2024年5月3日にNetflixで公開された。